# Nikkotettix galloisi
Nikkotettix galloisi är en insektsart som beskrevs av Matsumura 1931. Nikkotettix galloisi ingår i släktet Nikkotettix och familjen dvärgstritar. Inga underarter finns listade i Catalogue of Life.